# Arnold Marc Gorter

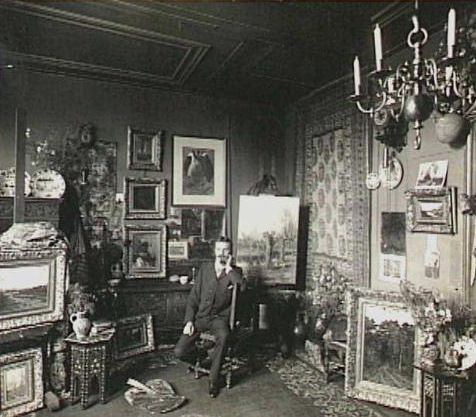
Arnold Marc Gorter in seinem Atelier (1903)

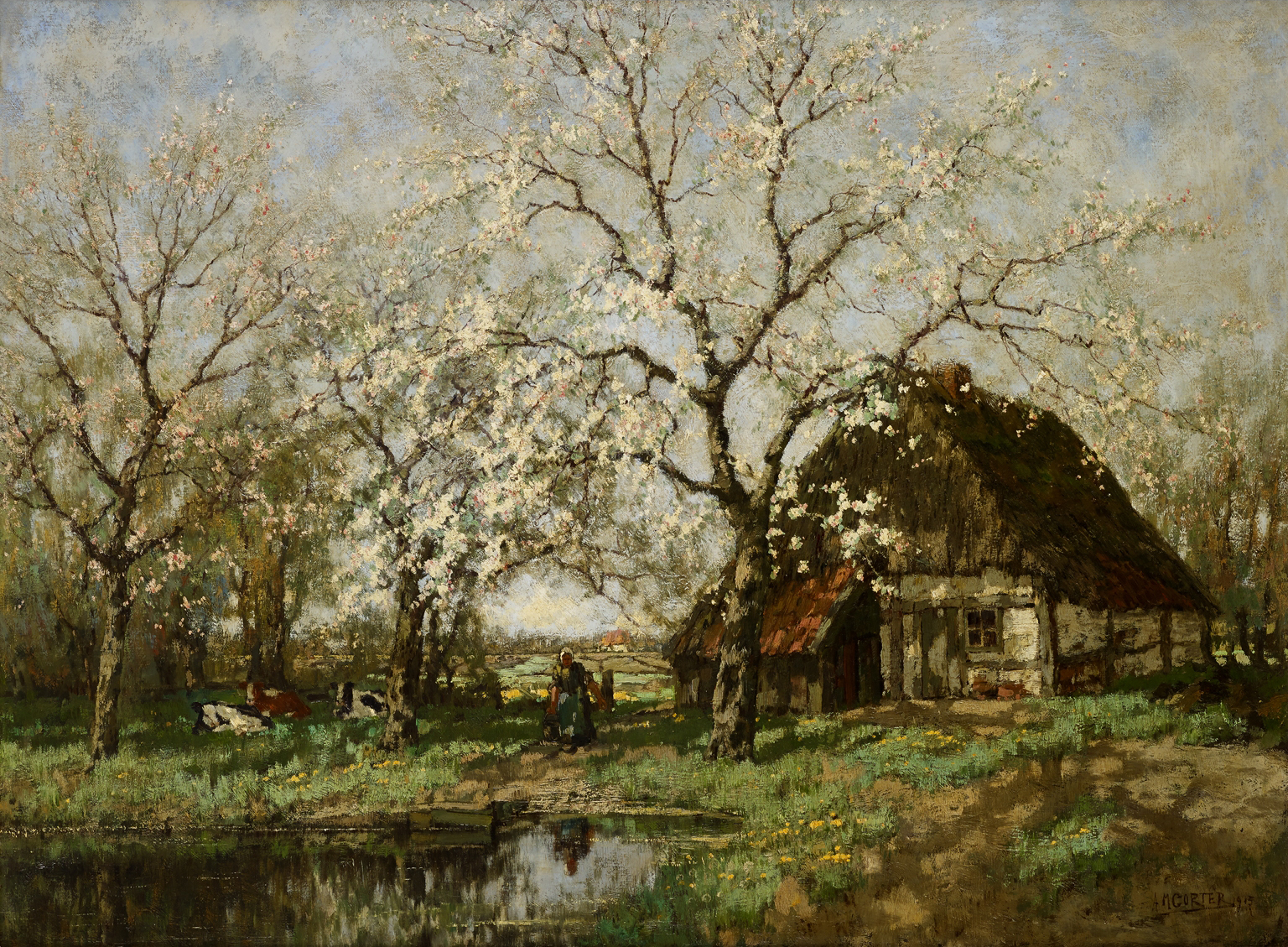
Frühlingslandschaft

Arnold Marc Gorter (* 3. Dezember 1866 in Almelo; † 16. September 1933 in Amsterdam) war ein niederländischer Landschaftsmaler und Zeichner.

## Leben
Gorter wurde als Sohn des Seifenhändlers Barend Gorter und der Malerin Geertruida ten Cate Hoedemaker geboren. Nach einer Handwerkslehre bei seinem Vater begann er 1884 das Studium an der Rijksnormalschool voor Tekenonderwijzers (Staatlichen Schule für Zeichenlehrer) bei Pierre Cuypers. Nachdem er 1888 sein Diplom erhalten hatte, studierte er weiter von 1889 bis 1891 an der Rijksakademie van beeldende kunsten bei August Allebé. Schon während der Studienzeit malte er Landschaften in Drenthe, Twente und Achterhoek.
Gorter wurde aktives Mitglied der Amsterdamer Künstlervereinigung „Sint Lucas“, deren Vorsitzender er 1899 wurde. Während seiner Präsidentschaft wurde die Mitgliederzahl verdreifacht. Er war auch Mitglied der Künstlervereinigungen „Arti et Amicitiae“ und „Pulchri Studio“.
Seine erste große Einzelausstellung hatte er im Jahr 1898 in der Amsterdamer Kunstgalerie Buffa. Eine zweite Ausstellung folgte 1900 bei Oldenzeel in Rotterdam.
1903 heiratete er Sophie Hertz (1883–1979).
Er wurde im Jahr 1908 Vorsitzender von „Arti et Amicitiae“ und wurde mehrmals als Vorsitzender wiedergewählt. 1913 ließ er in Amsterdam ein großes Haus mit Atelier bauen. In Achterhoek kaufte er 1916/17 Land mit zwei alten Bauernhöfen und baute 1925 ein Landhaus.
1921 lud Königin Wilhelmina, selbst eine Amateurmalerin, Gorter ein, im Het Loo Palast zu bleiben, um gemeinsam die Herbstfarben zu malen. 1922 begleitete er die Königin auf einer fünfwöchigen Bootsfahrt entlang der norwegischen Küste.
Die Krise von 1929 beendete die große Nachfrage nach seiner Arbeit und die Magenbeschwerden, unter denen er lange Zeit gelitten hatte, erschwerten das Malen immer mehr, bis er im Herbst 1933 zusammenbrach.